# Litteratur om första världskriget

## Lista över litteratur om första världskriget
- Peter Englund: Stridens skönhet och sorg (2008)
- Henri Barbusse: Le Feu (1916; "Elden")
- Krigsminnen: ur kapten Carl Belfrages dagbok : vanvettet på västfronten
- Edmund Blunden: Undertones Of War
- Malcolm Brown: The Imperial War Museum book of 1918: year of victory
- Edvard Bull: Verdenskrigens utbrudd
- L. A. Carlyon: Gallipoli
- Roger Chickering : Imperial Germany and the Great War, 1914-1918
- Christoffer H. Ericsson: Överste i avsked : en roman från ofärdstider
- Robert Graves: Goodbye to All That (1929; Farväl till alltihop)
- Svante Hedin: Albatross: en händelse under första världskriget
- John Keegan: Det första världskriget
- Ernst Jünger: I stålstormen, Sturm, Wäldchen 125
- Jan Olof Olsson : Den okände soldaten
- Edgar Maas: Verdun
- Ian Ousby: Vägen till Verdun: Frankrike och första världskriget
- Alan Palmer: Victory 1918
- Clive Ponting: Tretton dagar: den dramatiska nedräkningen till första världskriget
- Erich Maria Remarque: Im Westen nichts Neues (1929; "På västfronten intet nytt")
- Ludwig Renn: Krig
- Siegfried Sassoon: När vi red efter räv
- Siegfried Sassoon: Vi föll in i ledet
- Siegfried Sassoon: Åter i tjänst
- Hew Strachan: The First World War : a new illustrated history
- Ian Sumner: The French army 1914-18
- Stanley Weintraub: Stilla natt: när vapnen tystnade julen 1914
- H. P. Willmott: First World War
- P Young: A dictionary of battles (1816-1976)